# Sören Voigt (Politiker)
Sören Voigt (* 5. August 1971 in Rodewisch) ist ein deutscher Politiker (CDU) und seit 2014 Abgeordneter im Sächsischen Landtag.

## Biografie
Nach dem Schulabschluss an der Polytechnischen Oberschule in Falkenstein/Vogtland 1988 absolvierte Voigt eine Ausbildung zum Drucker. In der Wendezeit 1990 wechselte er in die sächsische Kommunalverwaltung von Falkenstein/Vogtland, machte zunächst eine Ausbildung zum Verwaltungsfachangestellten und wurde zum Wirtschaftsförderer und Pressesprecher der Kleinstadt. Berufsbegleitend absolvierte er von 1994 bis 1997 ein Studium der Wirtschaftswissenschaften an der Beamtenfachhochschule in Hof (Saale), welches er als Betriebswirt (VWA) abschloss.
Sören Voigt ist verheiratet und hat drei Kinder.

## Politik
Voigt trat 1989 noch vor der Deutschen Wiedervereinigung in die CDU ein und war einer der Gründer der Jungen Union im Vogtland. 2004 bis 2008 war er zunächst stellvertretender Vorsitzender des CDU-Kreisverbandes Vogtland und ist seit 2008 dort Vorsitzender.
Bei den Kommunalwahlen in Sachsen 1999 zog Voigt erstmals in den Kreistag des Vogtlandkreises ein und ist dort aktuell nach den Kommunalwahlen in Sachsen 2014 sowie nach den Kommunalwahlen in Sachsen 2019 Kreisrat und stellvertretender Vorsitzender der CDU-Kreistagsfraktion.
Bei der Landtagswahl in Sachsen 2014 konnte er im Wahlkreis Vogtland 3 mit 45,3 % der Erststimmen ein Direktmandat für den Sächsischen Landtag erringen und war dort in der 6. Wahlperiode Mitglied im Innenausschuss sowie im Verfassungs- und Rechtsausschuss. Bei der Landtagswahl in Sachsen 2019 konnte er im Wahlkreis Vogtland 3 mit 43,1 % der Erststimmen zum zweiten Mal das Direktmandat für den Sächsischen Landtag erringen. Seit September 2019 ist Voigt Stellvertretender Fraktionsvorsitzender der CDU-Landtagsfraktion. In der 7. Wahlperiode war Sören Voigt zunächst Mitglied im Innenausschuss sowie im Ausschuss für Wirtschaft, Arbeit und Verkehr, bevor er am 29. September 2020 zum Parlamentarischen Geschäftsführer und 1. Stellvertretenden Vorsitzenden der CDU-Landtagsfraktion gewählt wurde. Bei der Landtagswahl in Sachsen 2024 wurde er über das Direktmandat im Wahlkreis Vogtland 2 erneut in den Landtag gewählt.

## Ehrenamt
Neben dem Vorsitz im CDU-Kreisverband Vogtland ist Sören Voigt im Stiftungsbeirat der ERFAL-Stiftung Falkenstein und ehrenamtlicher Kreisrat im Vogtlandkreis. Seit 2019 ist Voigt Mitglied im Kuratorium des Netzwerk Südwestsachsen Digital e. V. Seit Mai 2022 ist Voigt Präsident des Landesverbandes Kinder- und Jugenderholungszentren Sachsen e. V. (KiEZ).